# Dante Tavanti
Dante Tavanti detto Il Citto (Siena, 21 gennaio 1851 – Castelfiorentino, 9 gennaio 1901) è stato un fantino italiano.
Prese parte al Palio di Siena in ventisei occasioni tra il 1869 e il 1896, vincendo quattro volte.

## Biografia
Il Citto è entrato nella storia del Palio di Siena, oltre che per le sue quattro vittorie nel corso del XIX secolo, anche per alcuni importanti episodi (alcuni particolarmente curiosi) che sono entrati di diritto nell'aneddotica paliesca.
Il debutto in Piazza del Campo arrivò a soli diciotto anni: corse per la Giraffa il 4 luglio 1869; già al Palio successivo Il Citto riuscì a centrare il suo primo successo, montando nella Civetta. Parallelamente all'attività di fantino, Dante Tavanti portò avanti con grande successo l'attività di cavallaio: molti suoi cavalli corsero a Siena ed al Palio di Asti.
La seconda vittoria arrivò nel luglio 1874 per la Pantera: Il Citto montava il noto Stornino del Pisani, uno dei cavalli più quotati dell'epoca. Oltre alle sue spiccate doti di sveltezza nell'uscire dalla mossa e l'abilità nell'uso del nerbo, quella vittoria fu molto probabilmente propiziata dalle ingenti risorse economiche impiegate dalla contrada di Stalloreggi, gestita da tale Pietro Lazzerini, in precedenza capitano nell'Aquila: ben 1370 lire dell'epoca. Per la vittoria il fantino ricevette 600 lire che furono subito investite nel matrimonio, celebrato dopo sole due settimane.
Dopo la vittoria del 1874, seguirono però cinque anni di digiuno per Il Citto ed altri quattro di assenza dalla Piazza che sembrarono segnare la fine della sua carriera di fantino a Siena. Venne però ripescato a sorpresa dalla Lupa nel luglio 1883: seppe immediatamente riproporsi con una vittoria, ottenuta dopo una corsa molto combattuta con la Tartuca, la Torre e l'Istrice. In agosto sfiorò addirittura il "cappotto" personale.
Ormai rilanciatosi, nel luglio successivo Il Citto si macchiò di una grave irregolarità che sembrò comprometterne definitivamente la carriera. Montava nel Nicchio e, con l'aiuto di un complice mai identificato, Il Citto riuscì a sostituire il tradizionale nerbo di bue ricevuto all'uscita dall'entrone, con un altro piombato. Fortunatamente ci si accorse dello scambio prima della partenza, ed il nuovo nerbo gli venne sequestrato. Per questo gesto Il Citto subì due anni di squalifica.
Ritornato nel 1887, centrò la sua quarta ed ultima vittoria: nell'Istrice in agosto vinse una carriera altamente spettacolare e ricca di colpi di scena. Il Citto riuscì a sopravanzare a colpi di nerbate gli altri fantini del gruppo di testa: Tabarre della Lupa, Leggerino nel Leocorno e Bachicche nella Chiocciola. Un aneddoto narra che Il Citto, proprietario del cavallo della Chiocciola, riuscì a frenare gli attacchi del barbero avversario grazie ai consueti richiami usati negli allenamenti quotidiani.
Due anni dopo Tavanti riuscì a vincere il Palio di Siena anche come cavallaio: il suo Sedan, un veloce sauro vinoso, vinse il Palio d'agosto nella Lupa, montato dall'emergente fantino Ansanello.
Chiuse la carriera di fantino nel 1896, rimanendo attivo come cavallaio, anche fuori dai confini senesi. Proprio nell'ambiente delle corse di provincia, Tavanti ricevette più volte delle minacce di morte, probabilmente per questioni legate alle corse.
Nel dicembre del 1900 circolò più volte la voce della sua morte; addirittura la sua stessa famiglia annunciò l'evento luttuoso. Tra lo stupore generale, Tavanti fu però rivisto a Siena. Agli inizi del 1901 arrivò però nel modo più inatteso la vera notizia della sua morte, avvenuta il 9 gennaio, in circostanze violente mai del tutto chiarite.

## Presenze al Palio di Siena
Le vittorie sono evidenziate ed indicate in neretto.
| Palio          | Contrada   | Cavallo                  | Note      |
| -------------- | ---------- | ------------------------ | --------- |
| 4 luglio 1869  | Giraffa    | Baio di L. Poggiolesi    |           |
| 17 agosto 1869 | Civetta    | Baio di L. Grandi        |           |
| 3 luglio 1870  | Selva      | Morello di G. Bianciardi |           |
| 15 agosto 1870 | Tartuca    | Baio di G. Coradeschi    |           |
| 2 luglio 1871  | Drago      | Morello di F. Bianchini  |           |
| 15 agosto 1871 | Lupa       | Grigio di M. Becatti     |           |
| 2 luglio 1872  | Civetta    | Grigio di L. Grandi      |           |
| 2 luglio 1873  | Drago      | Morello di F. Fioravanti |           |
| 2 luglio 1874  | Pantera    | Grigio di G. Pisani      |           |
| 4 luglio 1875  | Drago      | Baio di A. Franci        |           |
| 16 agosto 1875 | Onda       | Grigio di L. Pisani      |           |
| 16 agosto 1876 | Chiocciola | Grigio di L. Pisani      |           |
| 2 luglio 1879  | Pantera    | Baio di N. Ceccarelli    |           |
| 17 agosto 1879 | Pantera    | Baio di N. Nardi         | Non corre |
| 2 luglio 1883  | Lupa       | Morello di G. Carlini    |           |
| 16 agosto 1883 | Aquila     | Baio di D. Tavanti       |           |
| 2 luglio 1884  | Nicchio    | Baio di N. Nardi         |           |
| 16 luglio 1887 | Tartuca    | Grigio di D. Tavanti     |           |
| 16 agosto 1887 | Istrice    | Baio di G. Boscagli      |           |
| 2 luglio 1888  | Onda       | Baio di G. Boscagli      |           |
| 16 agosto 1888 | Oca        | Grigio di A. Gracci      |           |
| 4 luglio 1889  | Aquila     | Sedan                    |           |
| 2 luglio 1890  | Chiocciola | Farfallina               |           |
| 29 maggio 1893 | Chiocciola | Lampino                  |           |
| 2 luglio 1894  | Bruco      | Baio di A. Pieri         | scosso    |
| 19 agosto 1894 | Oca        | Baio di R. Bellini       |           |
| 2 luglio 1896  | Istrice    | Grigio di T. Sarrocchi   |           |